# Friedrich Schmitz (Politiker)
Peter Friedrich Schmitz (* 27. Oktober 1762 in Monschau; † nach 1813) war ein deutscher Kaufmann und Abgeordneter der Reichsstände des Königreichs Westphalen.

## Leben
Peter Friedrich Schmitz wurde als Sohn des Kaufmanns  und Fabrikanten Mathias Schmitz und dessen Gemahlin Regina Christina Bolenius geboren. Nach der Schulausbildung erlernte er den Beruf des Kaufmanns und betrieb in Magdeburg ein Geschäft für Kolonialwaren und inländische Produkte. Im Mai 1778 erhielt er das Freie Bürgerrecht der Stadt Magdeburg und betätigte sich politisch. Er wurde Mitglied in einem Komitee, das sich mit der Realisierung der Kriegs-Kontribution befasste. Vom 2. Juni 1808 bis zum 26. Oktober 1813 (Ende der Herrschaft Napoleons) war er als Kaufmann für das Elbe-Departement Abgeordneter der Reichsstände des Königreichs Westphalen und gleichzeitig im Wahlkollegium des Departements. 